# Grue
Grue er en kommune i Innlandet fylke i Norge. Den ligger midt i Solør, og grænser i øst til Finnskogene og Sverige. I nord ligger Åsnes kommune. I vest grænser Grue til Nord-Odal og Sør-Odal kommuner og i syd til Kongsvinger kommune. Elven Glomma løber gennem kommunen. Højeste punkt i kommunen er Kaketjennsberget som er 584 moh.
Kirkenær er centrum i Grue kommune, med ny miljøgade i 2005. Der er to kirker i Grue kommune, Grue kirke og Grue Finnskog kirke.
En fællesliste mellem Senterpartiet, Venstre, Kristelig Folkeparti og Høyre vandt kommunevalget i 2003.
Grue er en del af Finnskogen. Svullrya er byen i Grue Finnskog.

## Historie
Der har været mange gravhøje på egnen, og mange fund fra vikingetiden i Grue, samt flere stenredskaber og flintfund som er mere end 4.000 år gamle. Flint er kommet helt fra Danmark. Grue er det mest fundrige område i distriktet.
Mest kendt er Grue for kirkebranden. Der var 500 og 600 mennesker til stede i Grue kirke ved gudstjenesten 1. pinsedag 26. maj 1822, da kirken nedbrændte. På mindestenen udenfor står, at 113 mennesker døde i branden, mens Store norske leksikon mener, der var 113 fra Grue og fire tilrejsende. Foged i Solør, Dines Guldberg Høegh, havde prøvet at sætte mod i de indespærrede med ordene: "Kjære godtfolk! Værer dog rolige og giver eder tid, så kommer vi alle ud!" Snart indså han dog situationen: "O store Gud, skal jeg da ende mitt liv her!" Præsten Hesselberg reddede sig ud gennem et vindue. Den gamle kirkebygning var af træ, indsat med ikke mindre end 17 tons tjære gennem de sidste 200 år - og dermed uhyre brandfarlig. Til overmål vendte kirkedørene indad, så mængden, der pressede på for at komme ud, lukkede sig selv inde. Efter den frygtelige brand fik man vedtaget, at alle norske kirkedøre skal vende udad.
De døde var så forbrændte, at de ikke lod sig identificere, bortset fra foged Høehg, der kunne genkendes på bl.a. sit lommeur og sabelen. Hans sabel opbevares i Grue kirke den dag i dag. 1. juni 1822 blev alle ofrene gravlagt på brandtomten. Høegh fik sin egen grav foran fællesgraven, mens de andre var lagt i fire kister, der blev sat ned i en fællesgrav, hvor alteret i den nedbrændte kirke havde stået. Når kun 8 voksne mænd mistede livet, mens 69 kvinder og 36 børn under 15 år omkom, skyldtes det, at kvinder og mænd sad hver for sig inde i kirken. Mændene kom ud af den sydlige dør; kvinderne brugte den vestlige. Under branden stod syddøren åben længe nok til, at de fleste mænd kom i sikkerhed, før branden spærrede udgangen. Dermed blev presset desto større ved vestdøren, hvor mængden led en grufuld død. Selv om mændene udenfor kæmpede for at holde vestdøren åben, overgik trængslen og trykket fra de skrækslagne sognebørn deres kræfter, og katastrofen var et faktum.

## Kendtegruesokninger(folk fra Grue)
- Bertram D. Brochmann, forfatter og samfundskritiker
- Ståle Solbakken, fodboldspiller og -træner
- Grethe G. Fossum, politiker
- Ragnhild Queseth Haarstad, politiker